# Tuolumne Grove
Le Tuolumne Grove est un bosquet de séquoias géants dans le comté de Tuolumne, en Californie. Protégé au sein du parc national de Yosemite, il est parcouru par le sentier de randonnée dit Tuolumne Grove Trail. Un arbre remarquable qu'on peut y trouver est le Dead Giant Tunnel Tree, par la base duquel passe ce sentier.